# Dimitar Stojanov (voetballer)
Dimitar Stoyanov (Bulgaars : Димитър Стоянов) (Sofia, 14 april 2001) is Bulgaars voetballer. Hij speelt nu bij Slavia Sofia en voor Bulgaars voetbalelftal onder 21.